# Comté de Cheste
Le comté de Cheste avec Grandesse d'Espagne est un comté espagnol créé en 1864 par la reine Isabelle II en faveur de Juan de la Pezuela, capitaine général des armées et homme politique. Il tient son nom de la bataille de Cheste, au cours de laquelle il s'est distingué.
Le titre est actuellement porté par Juan Manuel Álvarez de Lorenzana y Oliag.

## Liste des comtes
- Juan de la Pezuela (1809 - 1906), Ier comte de Cheste [2];
- Lucas Rafael de González de la Pezuela y Ayala (1842 - 1916), 2e comte de Cheste ;
- Joaquín González de la Pezuela y Ceballos-Escalera (1809 - 1906), 3e comte de Cheste ;
- José Juan González de la Pezuela y Sánchez-Griñán (1887 - 1928), 4e comte de Cheste ;
- Juan Manuel Álvarez de Lorenzana y de la Pezuela (? - 1987), 5e comte de Cheste ;
- Juan Manuel Álvarez de Lorenzana y Oliag (? -), 6e comte de Cheste, porteur actuel du titre[1].

## Sources
1. 1 2  « folleto_seccion_nobleza », sur gob.es, 27 décembre 2015 (consulté le 6 mars 2023)
2. ↑  (es) a martínez- Ribadumia, « Barrantes recibe a su vizconde », sur Faro de Vigo, 28 mai 2012 (consulté le 6 mars 2023)

- (es) Cet article est partiellement ou en totalité issu de l’article de Wikipédia en espagnol intitulé « Condado de Cheste » (voir la liste des auteurs).